# Delmenhorst (stad)
Delmenhorst (Nederduits: Demost) is een kreisfreie Stadt in de Duitse deelstaat Nedersaksen. De stad telt 77.503 inwoners (31 december 2020) op een oppervlakte van 62,45 km². Op 31 december 2020 had 17,69% van de inwoners een niet-Duits staatsburgerschap (13.710 niet-Duitsers) en hadden 105 inwoners het Nederlandse staatsburgerschap. Sinds 2006 maakt Delmenhorst ook deel uit van de metropoolregio Bremen/Oldenburg.

## Stadsdelen

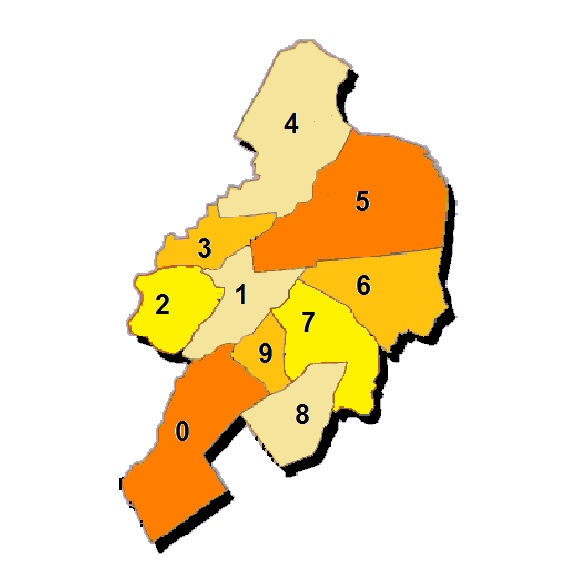
Stadsdelen van Delmenhorst
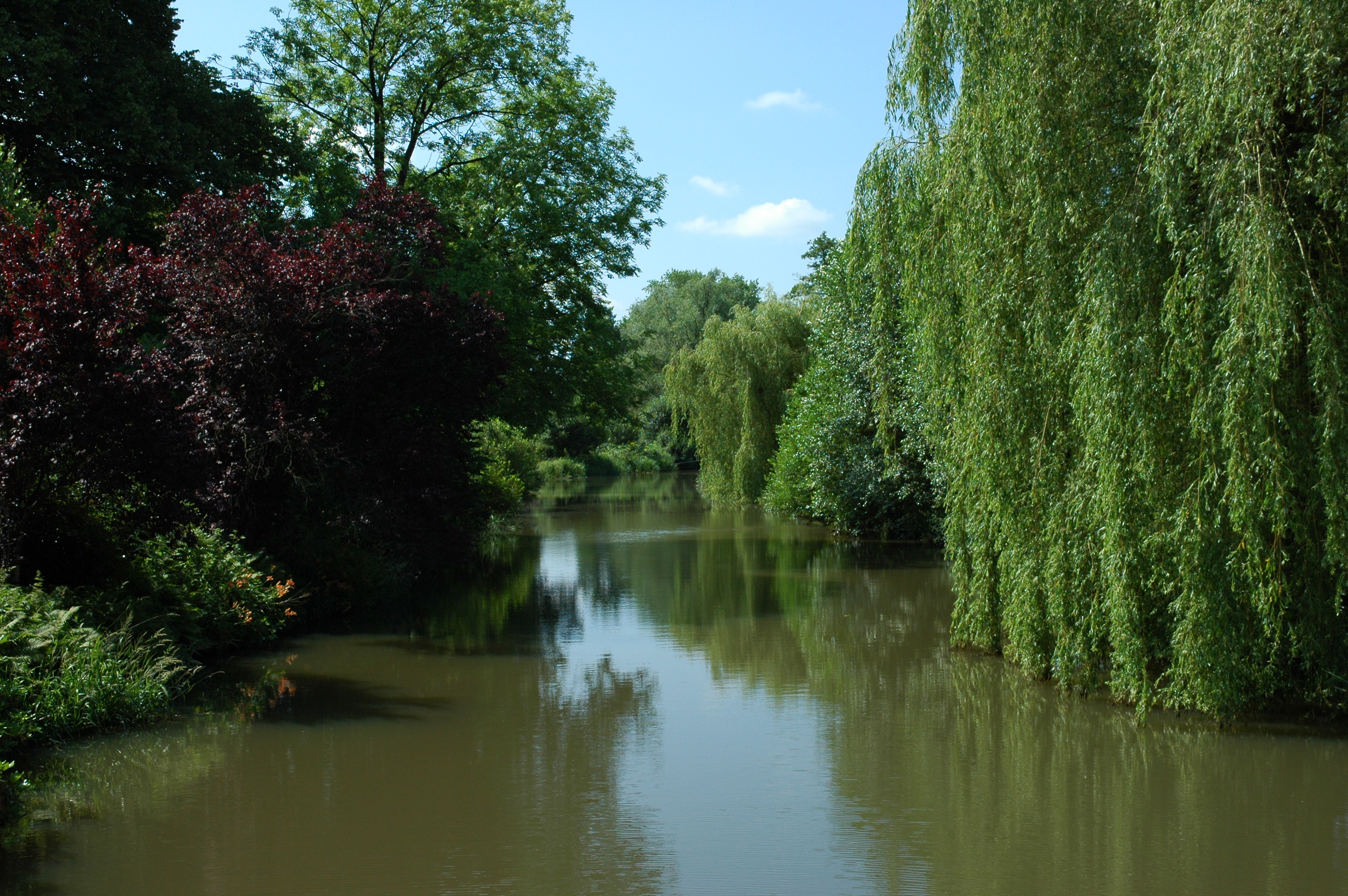
De Delme bij Delmenhorst-Hasbergen

Respectievelijk: stadsdeelnummer; aantal inwoners per 31 december 2010; wijken, die tot het stadsdeel behoren:
- 1	Mitte;          	7.791   	Mitte/Nord, Mitte/West, Bahnhofstraße, Mitte/Ost, Wiekhorn
- 2	Deichhorst	       10.755	        Tiergarten, Lange Wand, Caspari
- 3	Dwoberg/Ströhen	        8.327    	Ströhen Nord, Lessingstraße, Hansaviertel
- 4	Bungerhof       	6.915    	Deichhausen, Neuendeel, Hasbergen, Schönemoorer Straße, Deichhäuser Heide
- 5	Schafkoven/Donneresch	10.058  	Schohasbergen, Nordwolle, Tappenort
- 6	Iprump/Stickgras	5.516   	Emshoop, Bremer Straße
- 7	Stickgras/Annenriede	10.621  	Stephanusstraße, Tiefes Moor, An der Riede Nord, An der Riede Süd, Hasport
- 8	Hasport/Annenheide	4.144    	Hasportsee, Annenheide West, Annenheide Ost
- 9	Düsternort      	7.632   	Stadion, Düsternort Süd
- 10	Brendel/Adelheide	5.415	–

## Ligging, verkeer, vervoer

### Naburige gemeenten
- Hude (Oldb) in het westen
- Lemwerder in het noorden
- Bremen in het oosten: vanaf het centrum van Delmenhorst is het ca. 8 km naar Bremen-Huchting en ca. 14 km naar het centrum van Bremen. De hoofdwegen maken nogal wat bochten; de afstand hemelsbreed  van centrum naar centrum is slechts 10 km.
- Stuhr in het oost-zuidoosten
- Ganderkesee in het zuiden.

### Rivieren en beken
Delmenhorst ligt in het laagland enkele kilometers ten zuiden van de rivier de Wezer en de polders van Stedingen. Direct ten noorden stroomt de Ochtum, die in de noordelijke buurgemeente Lemwerder in de Wezer uitmondt.
Delmenhorst dankt zijn naam aan een ander stroompje, de Delme, dat in Twistringen in Naturpark Wildeshauser Geest ontspringt en in de stad bij wijze van stadsgracht is omgeleid. Op een kunstmatig eiland in de Delme bevindt zich de ruïne van het vroegere kasteel van Delmenhorst. De Delme is weer een zijriviertje van de Ochtum.

### Autowegen
De Autobahn A1 Bremen- Osnabrück loopt ten zuiden van de gemeente langs. Op het grondgebied van het in het oosten aangrenzende Stuhr liggen afrit 58 Bremen/Brinkum en afrit 60 Delmenhorst Ost.
De Autobahn A28 Bremen- Oldenburg eindigt op de grens van de gemeentes Delmenhorst en Stuhr.
Door de zuidoostelijke wijken van de stad loopt de Bundesstraße B75. Bij de wijk Düsternort-Süd komt deze op de A28 uit.

### Vliegverkeer
De Flughafen Bremen ligt slechts ca. 8 km ten oosten van de stad Delmenhorst, aan de zuidrand van Bremen.

### Treinverkeer
| Spoorlijn                              | Verloop van de lijn | Vervoerder    |
| -------------------------------------- | --- | ------------- |
| IC 2435                                | Norddeich Mole – Leer – Oldenburg – Delmenhorst – Bremen – Verden – Hannover – Braunschweig – Magdeburg – Halle (Saale) – Leipzig | DB Regio Nord |
| RE 1                                   | Norddeich Mole – Leer – Oldenburg – Delmenhorst – Bremen – Verden – Hannover                                                      | DB Regio Nord |
| RE 19                                  | Wilhelmshaven – Varel – Oldenburg – Delmenhorst – Bremen                                                                          | NordWestBahn  |
| RB 58                                  | Osnabrück – Vechta – Wildeshausen – Delmenhorst – Bremen                                                                          | NordWestBahn  |
| Regio-S-Bahn Bremen/Niedersachsen#RS 3 | Bad Zwischenahn – Oldenburg – Hude – Delmenhorst – Bremen                                                                         | NordWestBahn  |
| Regio-S-Bahn Bremen/Niedersachsen#RS 4 | Nordenham – Brake – Hude – Delmenhorst – Bremen                                                                                   | NordWestBahn  |

### Busverkeer
Delmenhorst heeft zeven, door de lokale firma DELBUS geëxploiteerde, stadsbuslijnen, die bovendien alle doorrijden naar het Roland-Center, een groot winkelcentrum aan de zuidwestkant van Bremen in het stadsdeel Huchting. In het busstation van dat winkelcentrum kan man dan op de Bremer tram of op andere bussen overstappen.

## Economie
In de stad is een fabriek van diepvriesmaaltijden, -patat e.d. gevestigd, die intussen haar activiteiten heeft uitgebreid en nu ook een online supermarkt is. 
De al meer dan 100 jaar geleden opgerichte linoleumfabriek, die in 2014 en 2017 twee maal failliet ging, heeft in 2019 een doorstart gemaakt. De fabriek is in bezit van een Frans concern. In de stad is ook een fabriek, die hijskranen en landbouw- en graafmachines produceert, gevestigd.
De stad heeft een Amtsgericht en is inkoopcentrum voor de omliggende dorpen.

## Historie
In de 12e eeuw werd de streek, die voordien uit moerasland bestond, door Hollandse immigranten bedijkt en ontgonnen. Er ontstond een landschap van langgerekte, door sloten van elkaar gescheiden landbouwpercelen met aan de dijk telkens een boerderij. Deze nederzettingen heten in het plaatselijk dialect: Hollersiedlungen, waarbij Holler mogelijk een verbastering van Hollander is.
Na hun overwinning in de Kruistocht tegen de Stedingers in 1234 werd door de mannen van de eerste graaf van Delmenhorst op een moerassig terrein aan de Delme een burcht, Horst genaamd, gebouwd. Zo komt Delmenhorst aan zijn naam. Delmenhorst was het middelpunt van het graafschap Delmenhorst, dat meestal verbonden was met het graafschap Oldenburg. In 1371 kreeg het stadsrechten naar Bremer model, het marktrecht echter pas in 1690.
In 1311 werd de doorgaande handelsweg over land vanuit de stad Bremen verlegd en kwam in plaats van door het dorp Hasbergen, door Delmenhorst zelf te lopen. De burcht was van ca. 1450 tot haar inname door Hanzeatisch-Münsterse troepen in 1482 tijdelijk in handen van een roofridder, hetgeen de doorgaande handel sterk bemoeilijkte. Na 1482 kreeg het Prinsbisdom Münster de zeggenschap over Delmenhorst. Van 1538 (Hasbergen) tot 1547 (Delmenhorst zelf) werd de gemeente door de graven van Oldenburg veroverd, waardoor de graafschappen herenigd werden. In 1577 werd er voor de derde keer een jongere tak te Delmenhorst gevestigd met graaf Anton II. De laatste graaf was Christiaan die in 1647 overleed. Daardoor vond de definitieve hereniging met Oldenburg plaats.
Na het uitsterven van de graven van Oldenburg in 1667 kwamen beide graafschappen aan de koning van Denemarken. Onder Deens bewind werd Delmenhorst van 1711 tot 1731 verpand aan het keurvorstendom Hannover. In 1774 werden de graafschappen Oldenburg en Delmenhorst verenigd tot het hertogdom Oldenburg voor het huis Holstein-Gottorp.  De burcht was in de 17e eeuw een fraai en weelderig lustslot, maar verviel in de 18e eeuw en werd daarna afgebroken. Alleen in het historisch museum van Delmenhorst zijn nog archeologische vondsten aanwezig, die aan dit kasteel herinneren.
De stad werd na de komst van de spoorwegen (1867: opening van de lijn naar Bremen en Oldenburg) een belangrijke vestiging van industrie. Met name de grote textielfabrieken (met een aparte zeep- en parfumfabriek, waarvoor afvalstoffen van de wolproductie als grondstof dienden) van Nordwolle ( 1884-1931/doorstart 1932-1981), die tot de grootste in deze branche in heel Duitsland behoorden, moeten worden genoemd. Nordwolle liet in 1888 ook een grote arbeiderswoonwijk bouwen. Verder waren er belangrijke fabrieken die jute, linoleum en kurkproducten maakten. Vanaf ca. 1900 werd Delmenhorst ook een belangrijke garnizoensstad.
In de nazi-periode werden in de industrie veel dwangarbeiders, ook vanuit concentratiekampen ingezet. De oorlogsschade door geallieerde bombardementen tijdens de Tweede Wereldoorlog bleef beperkt.
In 1946 werd Delmenhorst bij de nieuw gevormde deelstaat Nedersaksen gevoegd. Vanaf datzelfde jaar kwamen liefst ca. 15.000 Heimatvertriebene, vooral Duitsers uit Silezië, in de stad wonen, waardoor extra stadsuitbreiding noodzakelijk werd. Van de vele kazernes in de stad werden er na 1990, toen de Koude Oorlog ten einde was en de militaire aanwezigheid werd ingekrompen, enkele gesloten en verbouwd tot woonvormen voor sociaal zwakkeren.

## Monumenten e.d.
- Het in 1908 door de architect Heinz Stoffregen ontworpen raadhuiscomplex met watertoren
- In het stadscentrum staat de evangelisch-lutherse kerk van de Heilige Drie-eenheid, eind 18e eeuw gebouwd
- Direct ten zuiden van het stadhuis, in een fraai stadspark, is de Burginsel (het Kasteeleiland). Hier stond vroeger het kasteel van de stad. Nu is het een plek, waar vaak muziekuitvoeringen e.d. worden gegeven. Direct aan de westrand van het park ligt het plaatselijke overdekte zwembad, met enige wellnessfaciliteiten.
- Museum Stedelijke Kunstgalerie in de Villa Coburg, met als belangrijkste thema's:
  - het werk van de uit Delmenhorst afkomstige, maar daarbuiten vrij onbekende expressionistische schilder Fritz Stuckenberg (1881–1944);
  - tekeningen en ander grafisch werk van bekende kunstenaars vanaf de late 19e eeuw, onder wie Archipenko, Heinrich Campendonk, Feininger, Itten, Kandinsky, Kirchner, Klee, Kupka, August Macke, Franz Marc, Kurt Schwitters, Cézanne, Émile Bernard, Pierre Bonnard, Denis, Robert Delaunay, Dufy, Maillol, Maurice Utrillo, Suzanne Valadon;
  - tijdelijke thema-exposities
- Museum van de industriecultuur (officieel: Nordwestdeutsches Museum für IndustrieKultur) in gebouwen van de voormalige Nordwolle-fabrieken
- Museum Watermolen Hasbergen: reconstructie van de, sinds 1450 bestaande, watermolen
- Museumspoorlijn Jan Harpstedt, naar Harpstedt v.v.: toeristische ritten per stoomtrein, in de zomer en daarbuiten in de weekends
- Enkele rond 1900 in jugendstil gebouwde fabrikantenvilla's

## Bevolkingsontwikkeling
| Datum      |               | Inwoners |        | Buitenlanders | Buitenlanders | Buitenlanders | Buitenlanders |
| Datum      | Totaal        | Inwoners | %      |               | Nederlanders  |               |               |
| ---------- | ------------- | -------- | ------ | ------------- | ------------- | ------------- | ------------- |
| 31.12.2022 |               | 78.385   |        |               |               |               |               |
| 31.12.2021 | 77.522        | 14.365   | 18,53% | 105           |               |               |               |
| 31.12.2020 | 77.503        | 13.710   | 17,69% | 105           |               |               |               |
| 31.12.2019 | 77.559        | 13.220   | 17,05% | 105           |               |               |               |
| 31.12.2018 | 77.607        | 12.970   | 16,71% | 100           |               |               |               |
| 31.12.2017 | 77.521        | 12.410   | 16,01% | 100           |               |               |               |
| 31.12.2016 | 77.045        | 11.225   | 14,57% | 100           |               |               |               |
| 31.12.2015 | 76.323        | 10.029   | 13,14% | 90            |               |               |               |
| 31.12.2014 | 74.804        | 8.139    | 10,88% | 89            |               |               |               |
| 31.12.2013 | 74.052        | 7.163    | 9,67%  | 95            |               |               |               |
| 31.12.2012 | 73.588        | 6.616    | 8,99%  | 87            |               |               |               |
| 31.12.2011 | 73.364        | 6.243    | 8,51%  | 81            |               |               |               |
| 31.12.2010 | 74.361        | 6.102    | 8,21%  | 76            |               |               |               |
| 31.12.2009 | 74.512        | 6.190    | 8,31%  | 77            |               |               |               |
| 31.12.2008 | 74.751        | 6.245    | 8,35%  | 76            |               |               |               |
| 31.12.2007 | 75.135        | 6.323    | 8,42%  | 77            |               |               |               |
| 31.12.2006 | 75.320        | 6.486    | 8,61%  | 74            |               |               |               |
| 31.12.2005 | 75.916        | 6.751    | 8,89%  | 75            |               |               |               |
| 31.12.2004 | 76.094        | 6.697    | 8,8%   | 74            |               |               |               |
| 31.12.2003 | 75.986        | 6.951    | 9,15%  | 74            |               |               |               |
| 31.12.2002 | 76.083        | 6.953    | 9,14%  | 76            |               |               |               |
| 31.12.2001 | 76.284        | 6.891    | 9,03%  | 72            |               |               |               |
| 31.12.2000 | 76.644        | 6.792    | 8,86%  | 75            |               |               |               |
| 31.12.1999 | 76.903        | 6.893    | 8,96%  | 84            |               |               |               |
| 31.12.1998 | 77.368        | 6.883    | 8,9%   | 89            |               |               |               |
| 31.12.1997 | 77.958        | 6.993    | 8,97%  | 83            |               |               |               |
| 31.12.1996 | 78.238        | 6.708    | 8,57%  | 75            |               |               |               |
| 31.12.1995 | 78.226        | 6.496    | 8,3%   | 84            |               |               |               |
| 31.12.1994 | 77.899        | 6.279    | 8,06%  | 81            |               |               |               |
| 31.12.1993 | 77.127        | 5.793    | 7,51%  | 87            |               |               |               |
| 31.12.1992 | 76.848        | 5.759    | 7,49%  | 83            |               |               |               |
| 31.12.1991 | 75.967        | 4.984    | 6,56%  | 83            |               |               |               |
| 31.12.1990 | 75.154        | 4.823    | 6,42%  | 86            |               |               |               |
| 31.12.1989 | 74.350        |          |        |               |               |               |               |
| 31.12.1988 | 72.901        |          |        |               |               |               |               |
| 31.12.1987 | 72.315        | 4.264    | 5,9%   |               |               |               |               |
| 31.12.1986 | 70.512        | 4.162    | 5,9%   |               |               |               |               |
| 31.12.1985 | 70.546        | 4.058    | 5,75%  |               |               |               |               |
| 31.12.1984 | 70.671        | 4.138    | 5,86%  |               |               |               |               |
| 31.12.1983 | 71.574        | 4.841    | 6,76%  |               |               |               |               |
| 31.12.1982 | 71.888        | 5.150    | 7,16%  |               |               |               |               |
| 31.12.1981 | 72.282        | 5.136    | 7,11%  |               |               |               |               |
| 31.12.1980 | 72.370        | 4.853    | 6,71%  |               |               |               |               |
| 31.12.1979 | 72.140        | 4.520    | 6,27%  |               |               |               |               |
| 31.12.1978 | 71.726        | 4.247    | 5,92%  |               |               |               |               |
| 31.12.1977 | 71.645        |          |        |               |               |               |               |
| 31.12.1976 | 71.499        |          |        |               |               |               |               |
| 31.12.1975 | 71.488        |          |        |               |               |               |               |
| 31.12.1974 | 70.992        |          |        |               |               |               |               |
| 31.12.1973 | 69.559        |          |        |               |               |               |               |
| 31.12.1972 | 68.463        |          |        |               |               |               |               |
| 31.12.1971 | 67.278        |          |        |               |               |               |               |
| 31.12.1970 | 66.301        |          |        |               |               |               |               |
| 31.12.1969 | 66.156        |          |        |               |               |               |               |
| 31.12.1968 | 64.919        |          |        |               |               |               |               |
| Datum      |               | Inwoners |        | Totaal        | %             |               | Nederlanders  |
| Datum      | Buitenlanders | Inwoners |        |               |               |               |               |

1. 1 2  Vanwege geheimhoudingsredenen (§ 16 Bundesstatistikgesetz) worden de statistieken van buitenlanders vanaf 2016 alleen nog maar afgerond weergegeven (veelvoud van vijf).

## Galerij

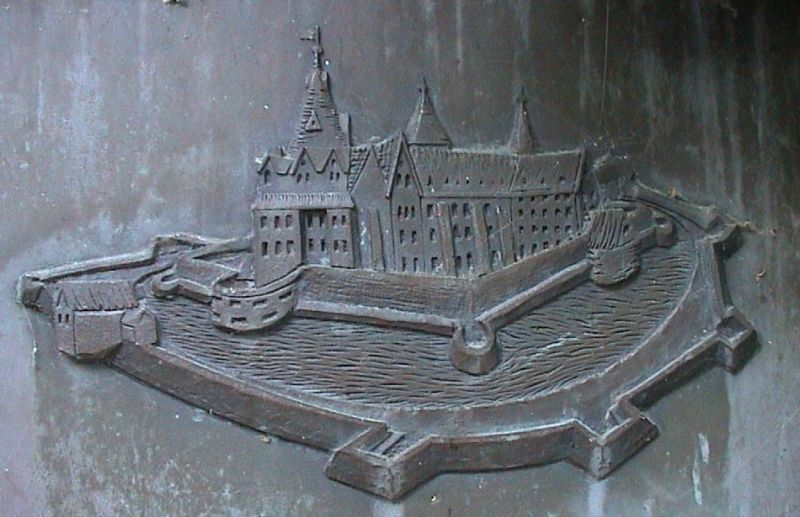
Reliëf dat het kasteel van Delmenhorst voorstelt (1247-1787)
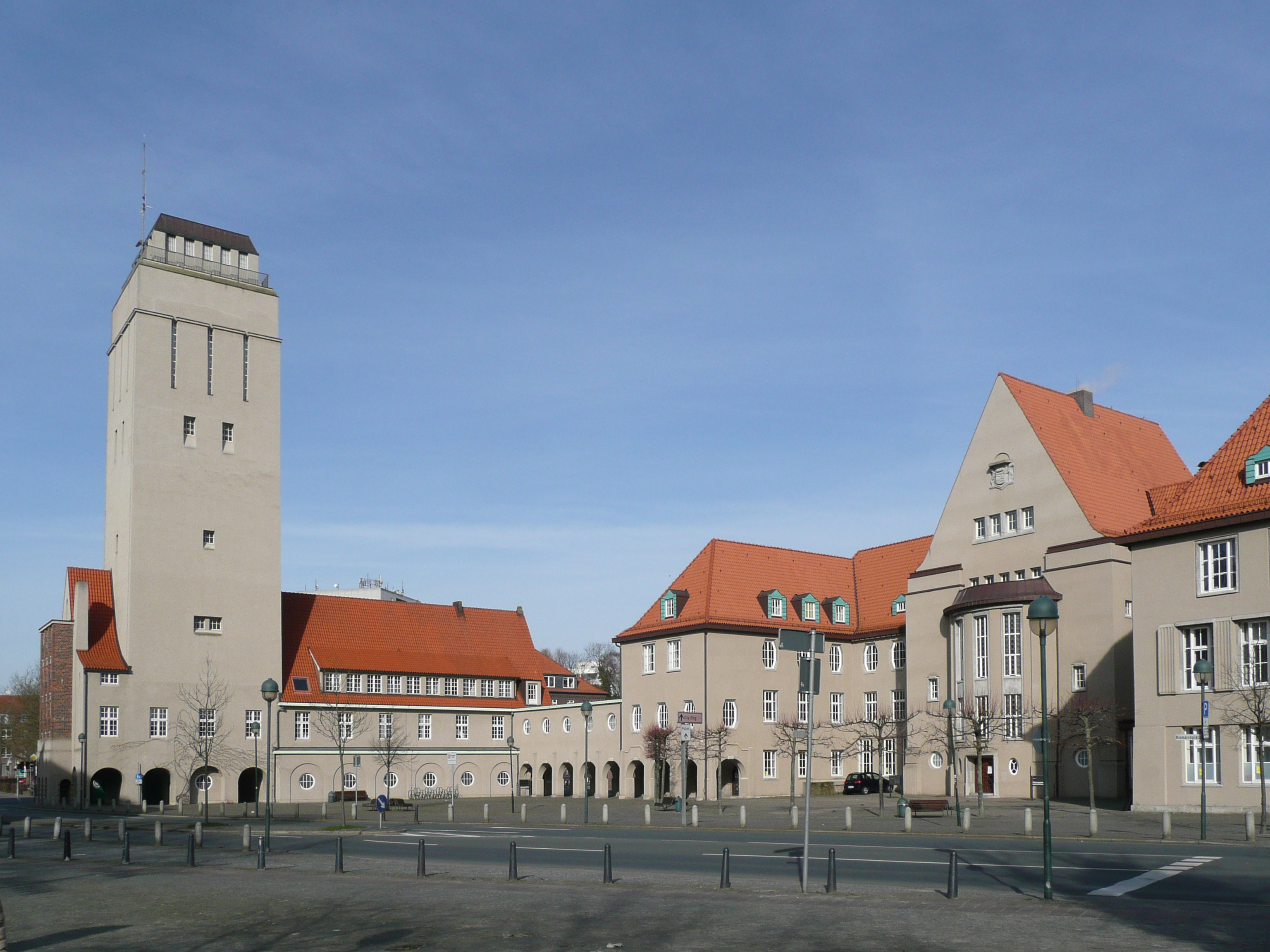
Watertoren en raadhuis
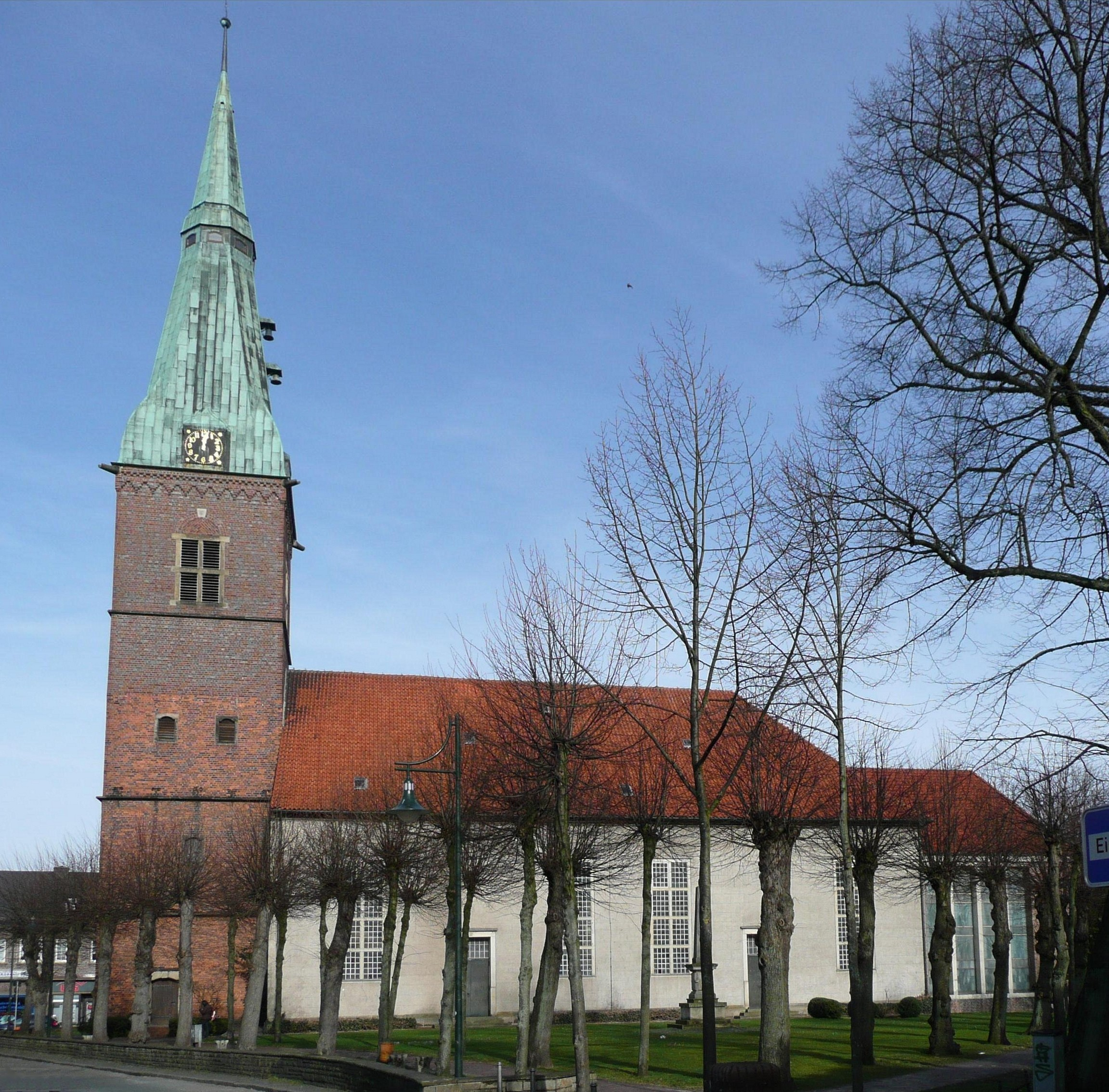
Evangelisch-lutherse kerk van de Heilige Drie-eenheid, eind 18e eeuw gebouwd
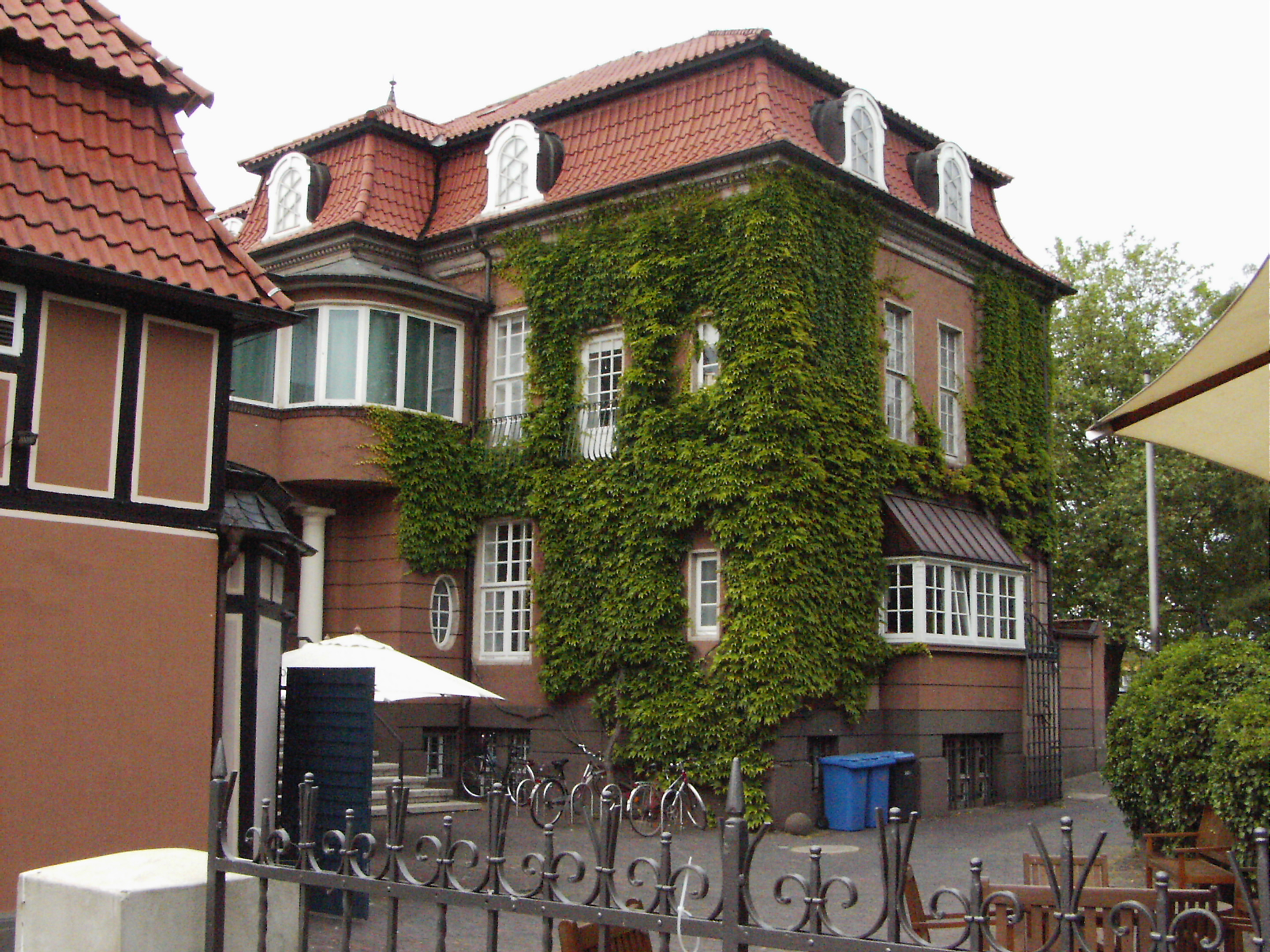
Haus Coburg, fabrikantenvilla waarin de stedelijke kunstgalerie is ondergebracht (2010)
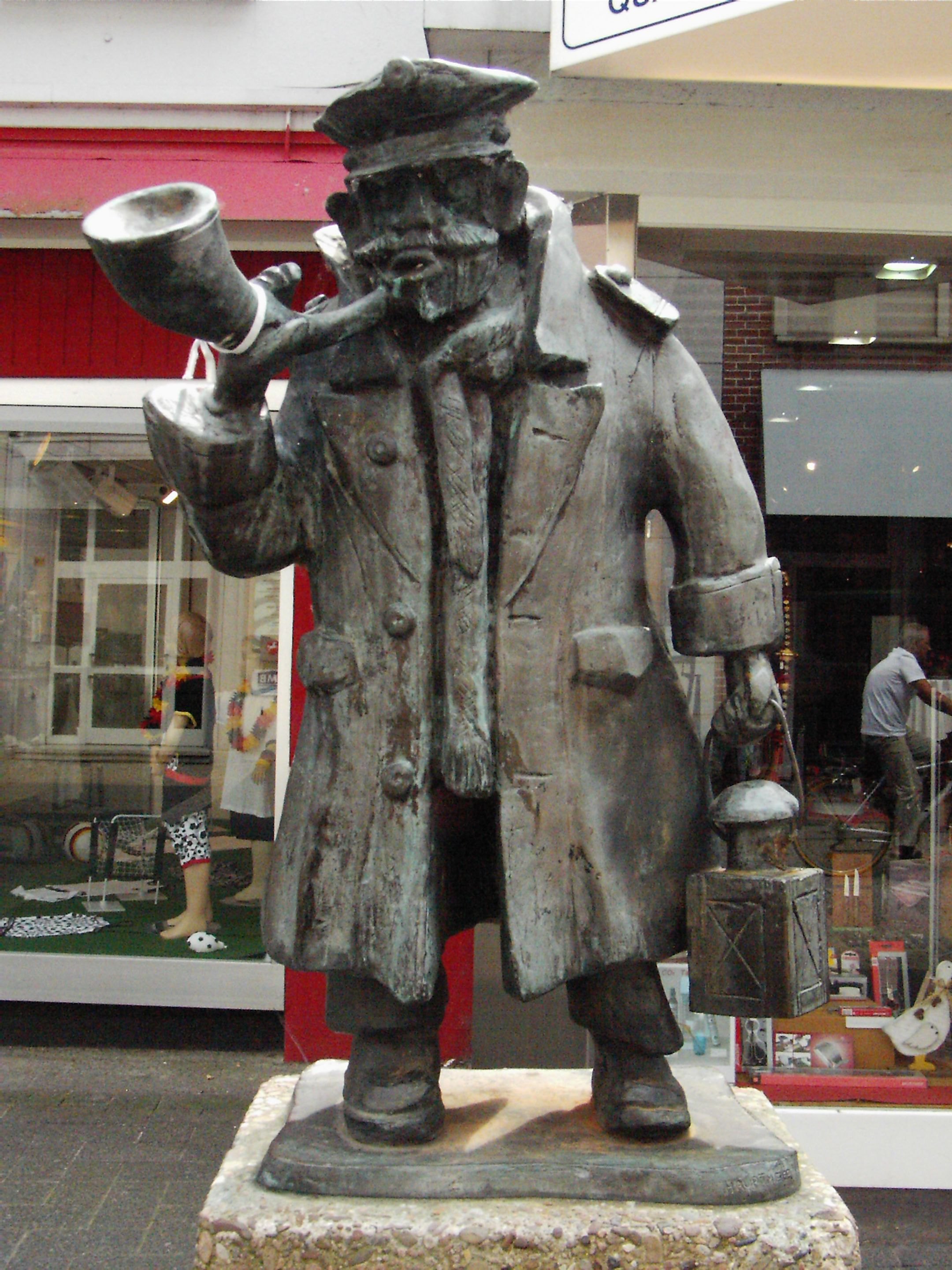
Standbeeldje van Jan Tut
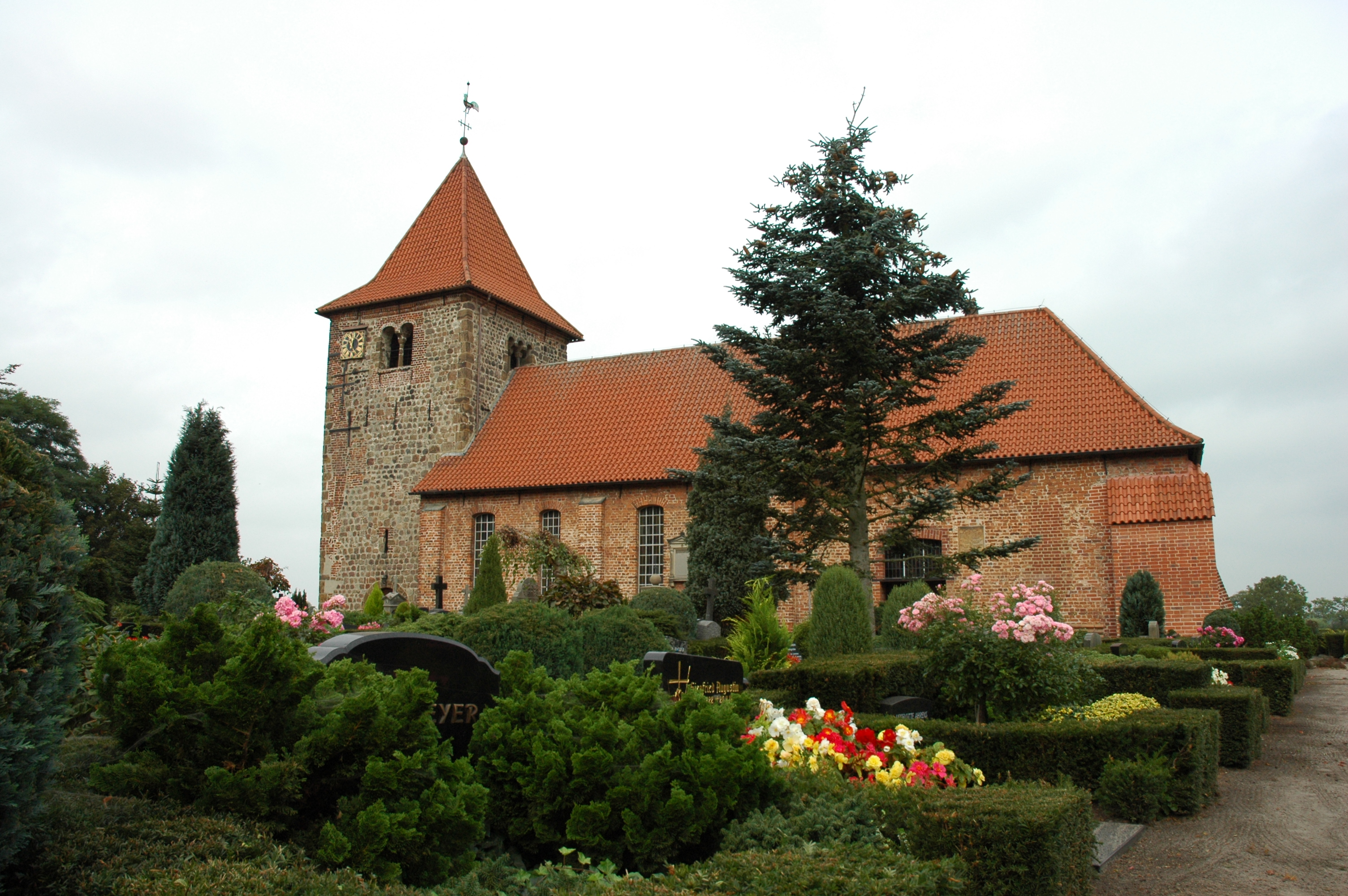
Ev-.luth. St. Laurentiuskerk, Hasbergen
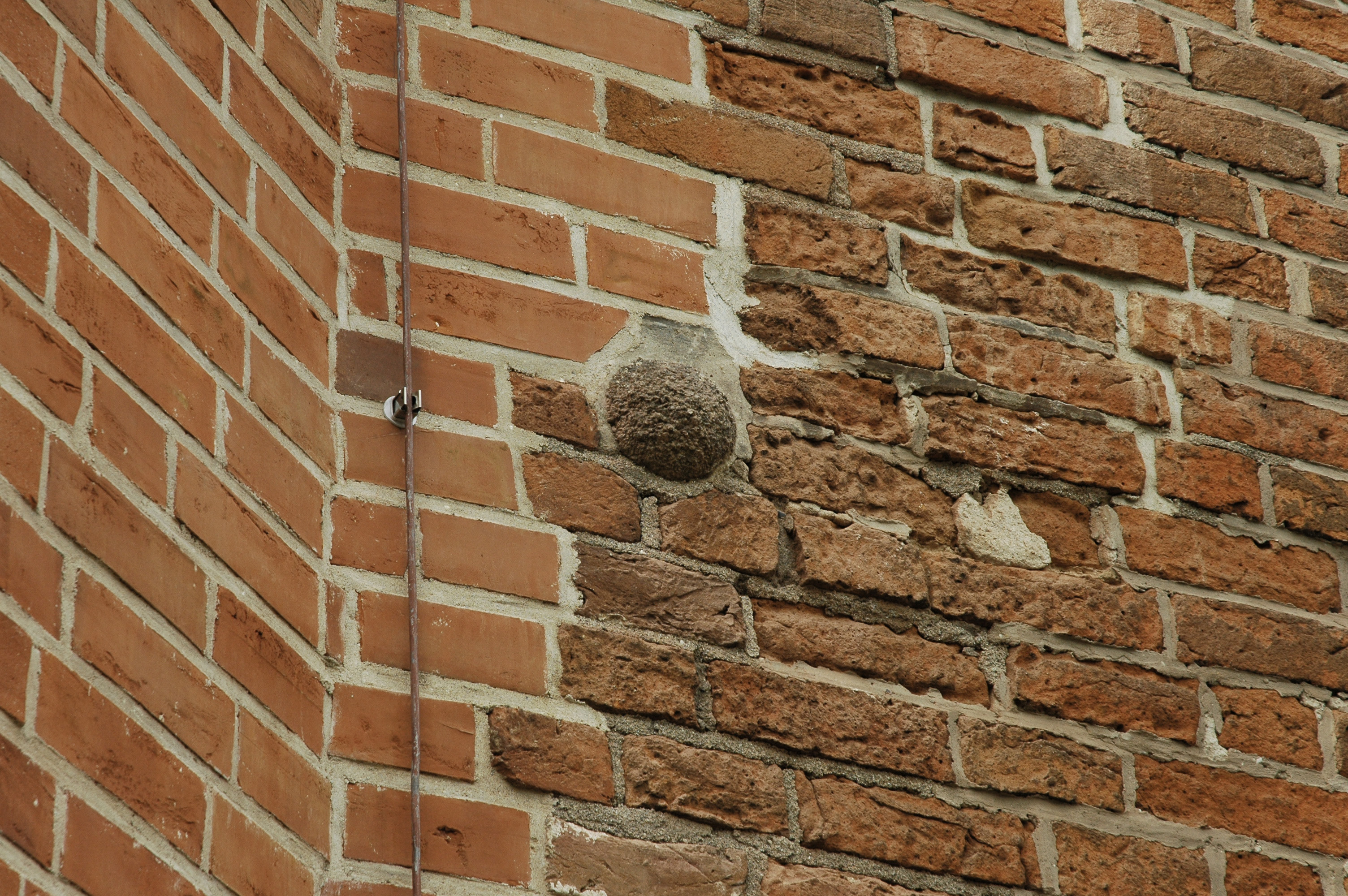
Kanonskogel in de St. Laurentiuskerk, Hasbergen (herinnering aan een gewapend conflict met de stad Bremen over o.a. de kerkklokken in de 17e eeuw)
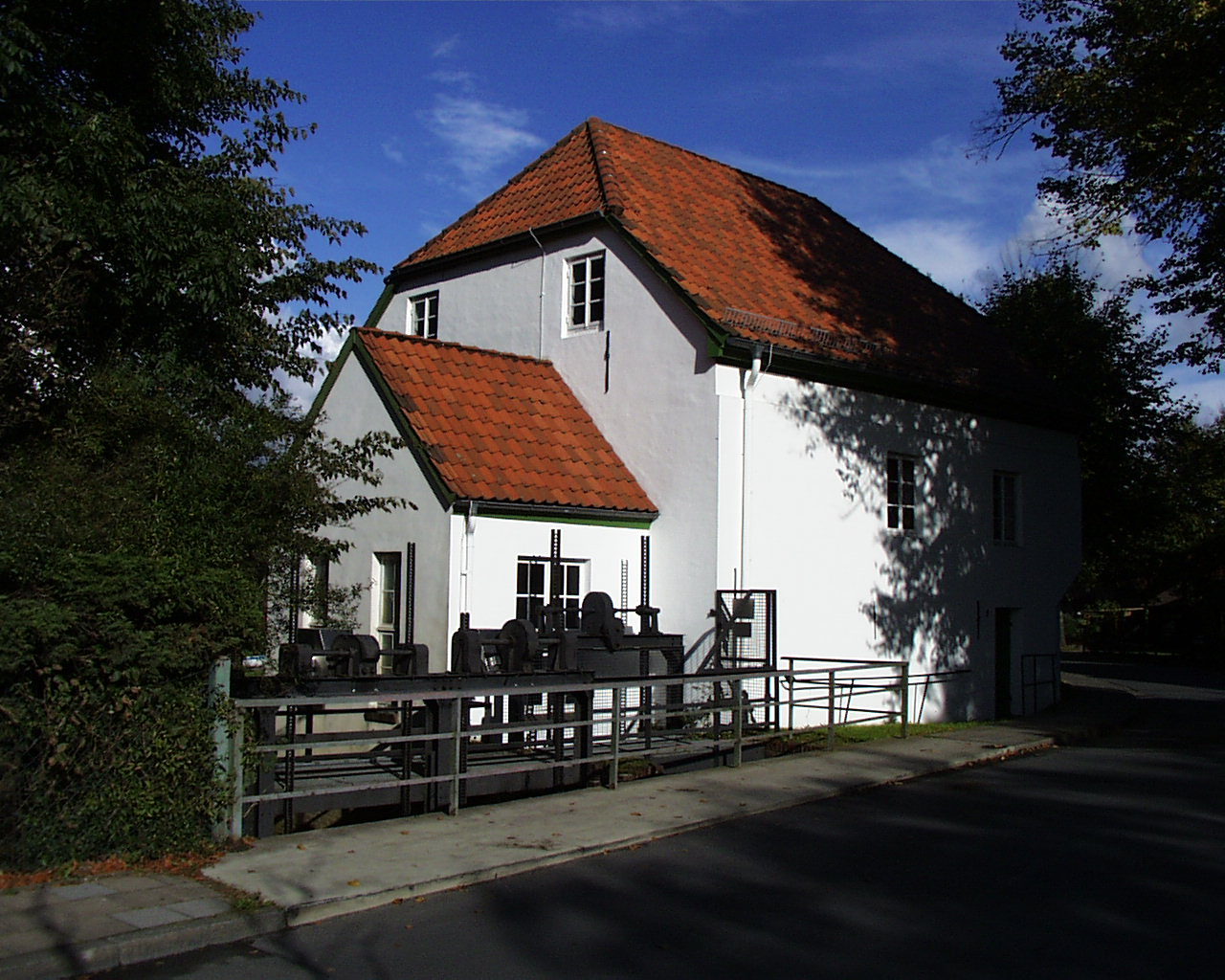
Museum Watermolen Hasbergen
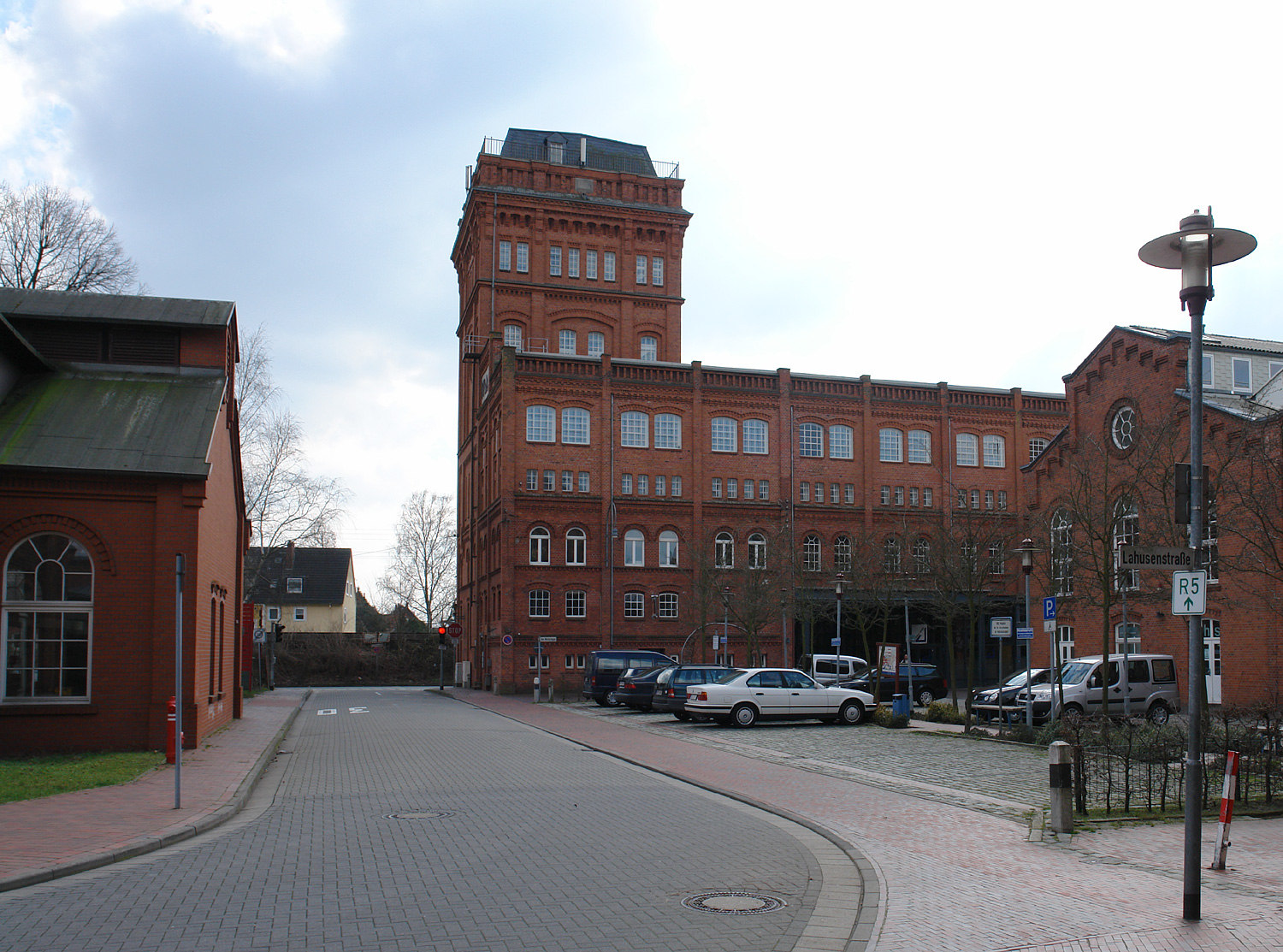
Voormalige Nordwolle-fabriek
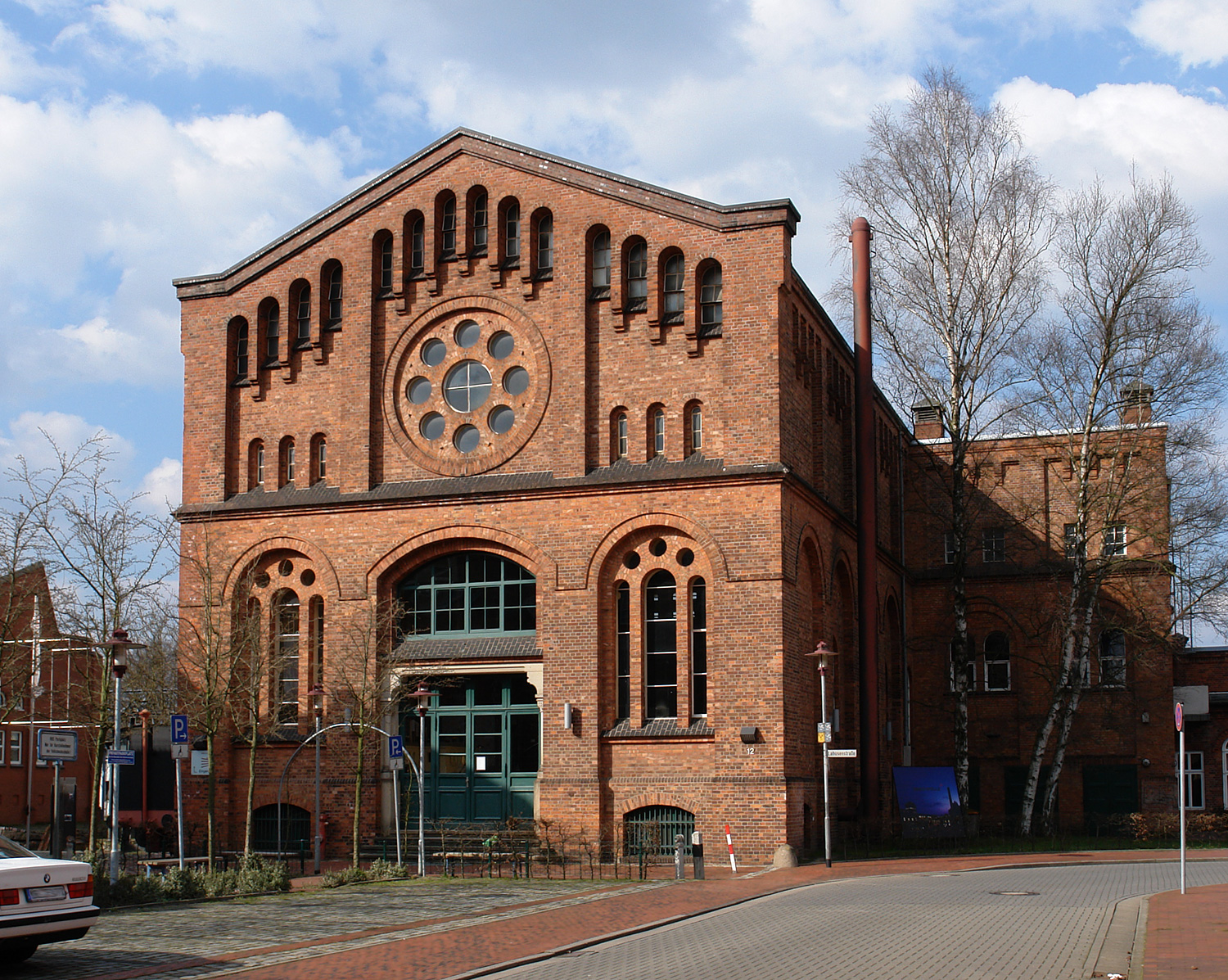
Turbinehuis van het Nordwolle-concern, bijgenaamd de Kathedraal van de arbeid (1902); thans museum voor de industriecultuur

## Belangrijke personen in relatie tot de stad

### Geboren in Delmenhorst
- August Kühnel (1645 - ± 1700), componist en gambaspeler
- Jan Tut (eigenlijk Johann Georg Christian von Seggern, 1846-1931) sigarenmaker, de laatste nachtwacht van Delmenhorst
- Ivan Bloch (* 8 april 1872 in Delmenhorst; † 19 november 1922 in Berlijn), Duits arts, deskundige op het gebied van de bloedvaten in de huid, en pionier op het gebied van de seksuologie.
- Werner Lüdeke (*1937), componist, dirigent, hoornist en schrijver
- Gerd Wiltfang (1946-1997), springruiter en olympisch kampioen.
- Wolfgang Michels (*1951), zanger, musicus, componist
- Sarah Connor (1980), zangeres
- Sandra Auffarth (*1986), eventing-amazone
- Kevin Schindler (*1988), profvoetballer

### Overig
- Florian Kohfeldt, (*1982), trainer van SV Werder Bremen, groeide op en voetbalde als doelman in jeugdelftallen te Delmenhorst

## Partnersteden
- Allonnes, Frankrijk, sedert 1976
- Borisoglebsk, (Russisch: Борисоглебск), Rusland, sedert 1994
- Eberswalde, Brandenburg, Duitsland, sedert 1990
- Kolding, Denemarken, sedert 1979
- Lublin, Polen, sedert 1992

## Trivia
Een kleurrijke figuur uit de stadshistorie van Delmenhorst was Jan Tut (eigenlijk Johann Georg Christian von Seggern, 1846-1931). Hij was sigarenmaker, lantaarnopsteker en de laatste nachtwacht van Delmenhorst, met een toeter blazend (vandaar zijn bijnaam) om het juiste uur van de avond aan te geven. Vooral over de manier waarop hij, in de late 19e eeuw 's avonds laat in de kroegen van de stad het verplichte sluitingsuur aankondigde, terwijl hij zelf niet afkerig was van het nuttigen van sterke drank, doen nog steeds populaire anekdotes de ronde. Door de stad worden rondleidingen georganiseerd, waarbij de gids de rol van Jan Tut naspeelt en, vaak in het plaatselijk dialect, ook een aantal anekdotes vertelt. Jan Tut was zo'n geliefd personage in Delmenhorst, dat in 1983 in de stad een klein standbeeld van hem (met zijn toeter) is opgericht.
- Bibliothèque nationale de France: cb11992308s (data)
- Gemeinsame Normdatei: 4011382-6
- Library of Congress Control Number: n82274108
- MusicBrainz: 95a8c7fe-6aab-4fd2-81b7-f4a05e3ab994
- Nationale Bibliotheek van Tsjechië: ge1035770
- Nationale Bibliotheek van Israël: 987007260320705171
- Système universitaire de documentation: 027999009
- Virtual International Authority File: 131941473
- WorldCat: E39PBJvRTGhykRgr4v99yTD8YP

Zie ook: Lijst van Landkreise en kreisfreie steden in Nedersaksen